# Salix longifolia
Salix longifolia là một loài thực vật có hoa trong họ Liễu. Loài này được Muhl. miêu tả khoa học đầu tiên năm 1803.